# Nesle-la-Reposte
Nesle-la-Reposte [nɛl la ʁəpɔst] ist eine französische Gemeinde mit 91 Einwohnern (Stand 1. Januar 2022) im Département Marne in der Region Grand Est. Sie gehört zum Arrondissement Épernay und zum Kanton Sézanne-Brie et Champagne.

## Geografie
Die Gemeinde ist etwa 80 Kilometer vom Pariser Stadtzentrum entfernt am Ufer des Flusses Noxe.

## Bevölkerungsentwicklung
| Jahr                       | 1962 | 1968 | 1975 | 1982 | 1990 | 1999 | 2005 | 2010 | 2018 |
| -------------------------- | ---- | ---- | ---- | ---- | ---- | ---- | ---- | ---- | ---- |
| Einwohner                  | 114  | 139  | 110  | 105  | 102  | 111  | 97   | 88   | 101  |
| Quellen: Cassini und INSEE |      |      |      |      |      |      |      |      |      |

## Sehenswürdigkeiten

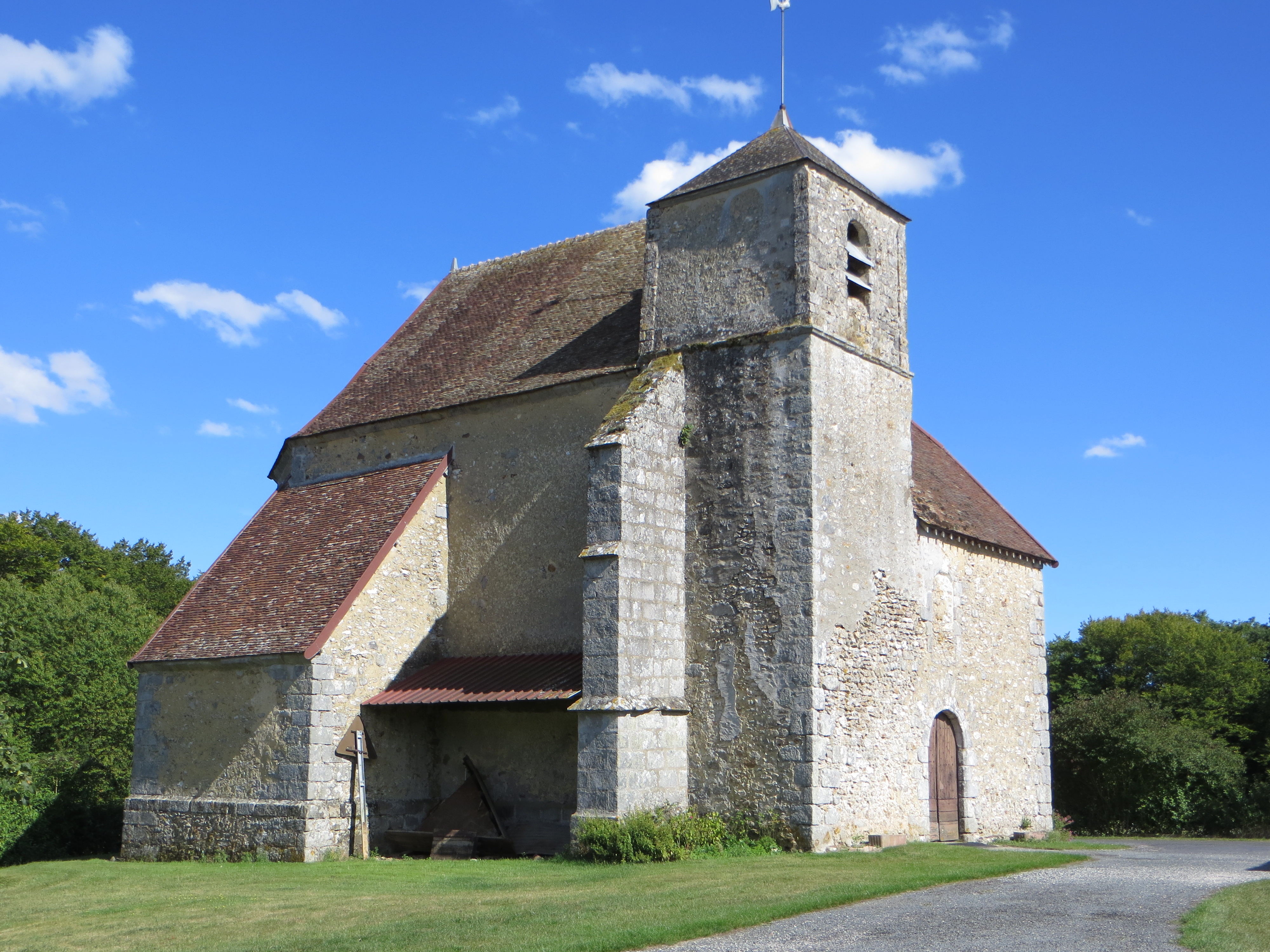
Kirche Saint-Martin

- Kirche Saint-Martin
- Ruine des ehemaligen Klosters
- Brunnen